# Корисні копалини Латвії
Корисні копалини Латвії. 
Промислове значення мають торф, вапняки, доломіт, глини, піски, піщано-гравійний матеріал. 

## Окремі види корисних копалин
Нафта. На думку експертів, на латвійській території може бути видобуто не менше ніж 250 млн барелів нафти. Геологічні розвідувальні роботи на нафту активізовано на початку XXI ст. Перспективною вважають латвійську зону Балтійського моря. [Mining Annual Review 2002].
За даними Міністерства економіки Латвії станом на 2003 р. на суші є ресурси нафти в кількості 63 млн бар. Міністерство економіки Латвії готує тендер на розробку нафтогазових родовищ на території країни [Petroleum Economist. 2003. V.70, P. 6].
Торф. Родовища торфу, яких у Латвії близько 6000, займають 8 % тер. країни. Найбільші — Лієлайс, Медема, Олгас, Седас, Скребелю-Скрузманю. Близько 50 % становить торф верхового типу, 42 % низинного, 8 % — змішаного і перехідного. Розвідані запаси родовищ (площею понад 100 га) становлять близько 350 млн т. 
Родовища гіпсу (прогнозні ресурси 715 млн т) пов'язані з верхньодевонськими відкладами і розташовані в околицях Риги (родовища Саурієші із запасами 4,1 млн т, Саласпілс — 10,2 млн т) і біля м. Бауска (Скайсткалне — 41,6 млн т).
Родовища глин пов'язані з середньо-верхньодевонською теригенною товщею на півночі Латвії і четвертинними відкладами, поширеними на всій території Латвії. Розвідано 25 родовищ глин (запаси близько 80 млн м³), придатних для виробництва кераміки, і 2 родовища (Броцени і Ліберти — запаси близько 10 млн т) — для цементної промисловості. 
Родовища доломіту пов'язані з верхньодевонськими відкладами, розташовані в Центральній і Східній Латвії (найбільші родовища — Біржі із запасами 33,7 млн м³, Айвієксте — 41,7 млн м³ та ін.). 
Родовища вапняків приурочені до пермських відкладів у південно-західній частині Латвії біля міст Салдус і Ауце (Сатіні-Сесілє із загальними запасами 5,5 млн т, Кумас — 81,0 млн т та інші). 
Скляні і формівні піски пов'язані з верхньодевонськими мілководно-морськими відкладами (Північна Латвія, родовизе Балє-Берзіні із загальними запасами 5,5 млн т). Поклади піщано-гравійного матеріалу і будівельних пісків пов'язані з четвертинними водно-льодовиковими, алювіальними і морськими відкладами. Основні родовища: Курземе (запаси 59,2 млн м³), Еллерне (6,6 млн м³), Салієна-Ріва (6,2 млн м³), Гаркалне (3,8 млн м³), Янополє-Тучі (0,5 млн м³).